# Rio Ardeluța (Tarcău)
O Rio Ardeluţa é um rio da Romênia afluente do rio Tarcău, localizado no distrito de Neamţ.